# Nou Accés Ferroviari a Andalusia
El Nou Accés Ferroviari a Andalusia (Nuevo Acceso Ferroviario a Andalucía; NAFA) va ser un projecte del Ministeri de Foment del Govern d'Espanya per la construcció d'un nou accés ferroviari d'alta velocitat a Andalusia. Aquest nou accés va ser inaugurat l'any 1992 i 2007 amb la posada en marxa de dues línies:
- LAV Madrid-Sevilla.
- LAV Còrdova-Màlaga.